# 胶澳皇家邮政局
36°03′47.8″N 120°19′00″E / 36.063278°N 120.31667°E
胶澳皇家邮政局，或称德国胶州邮政局、青岛德意志帝国邮局，为德属胶澳租借地的邮政机构，其旧址位于现中华人民共和国山东省青岛市市南区安徽路5号（含3号甲、广西路21号）、广西路、安徽路与莒县路路口处，建于1900年－1901年。该楼此后长期为邮政通讯机构所使用，因此有“广西路邮局”、“广西路邮电局”的俗称。该楼现为山东省文物保护单位“德國膠州郵政局舊址”，楼内开辟了青岛邮电博物馆。

## 建筑历史

### 德占时期邮政业的开端

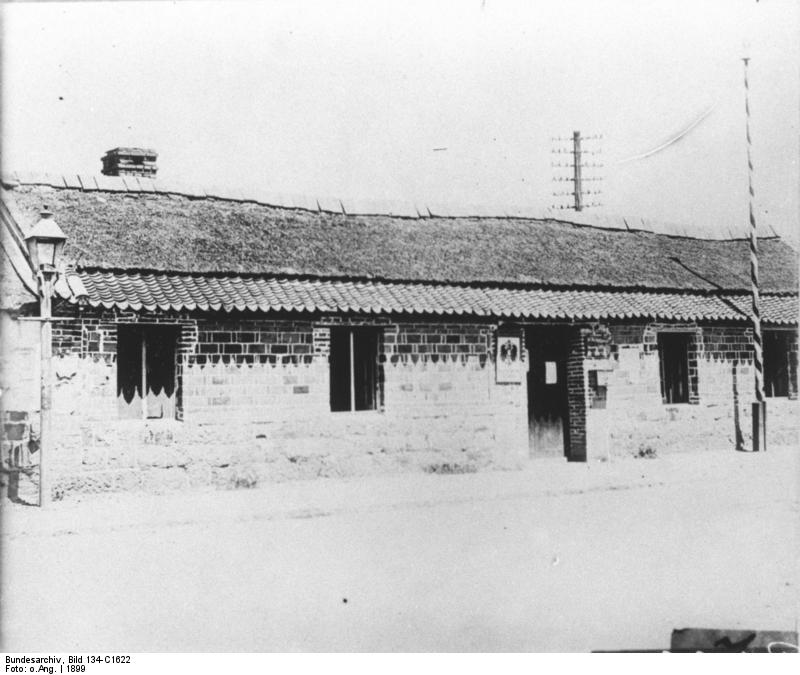
临时邮政代办处

1897年11月14日德国海军占领青岛后不久，两名德国邮局公务员乘坐达姆施塔特号蒸汽船与德国海军陆战队一千余人一同开赴青岛。两名公务员一名为电报员，另一名为线路维修养护员，另有上海德国邮政代办处的一名职员负责领导、协助建立邮政所。1898年1月26日部队到达青岛当天，帝国邮政总局收到了一封来自“青坦要塞”的电报，通知海军战地邮政所开始营业。
战地邮政所及后来的邮政代办处的初期营业地点设于青岛口的一栋中式平房内，其具体位置位于总兵衙门西侧、今欧人监狱旧址南侧附近，其门前的村落道路也曾被短暂地命名为“邮局街”（Poststraße）。1898年5月，时任德国海军东亚分舰队司令普鲁士亲王海因里希访问了临时邮政代办处，对邮政职员表示邮政设施对贸易发展很重要，并强调了德国邮政所对于青岛与外界有序联系的意义，要求建造一个独立的邮政大楼。1899年，胶澳租借地加入万国邮政联盟。
不同于胶澳租借地的其他大部分殖民政府机构，邮政机构自1898年建立起即不归德国海军与胶澳总督府管辖，而是直属帝国邮政总局，1898年4月22日起归上海德国邮政代办处（1901年改为上海德国邮局）管辖。同年秋，因上海代办处负担过重，青岛临时邮政代办处直接与不来梅邮政总局结算，上海代办处仍保留对青岛代办处的监督权。此种从属关系使得总督府与邮政系统在电报电话管辖权等问题上常发生纠葛，第二任总督叶世克即不满于官方邮政系统垄断租借地邮政事业的状况，认为邮政事业由私人企业运营更加便宜。尽管如此，经过邮政总局与海军部的协商，邮政机构的此种从属状况得以维持至1914年日军占领青岛。

### 邮政局的建立与发展

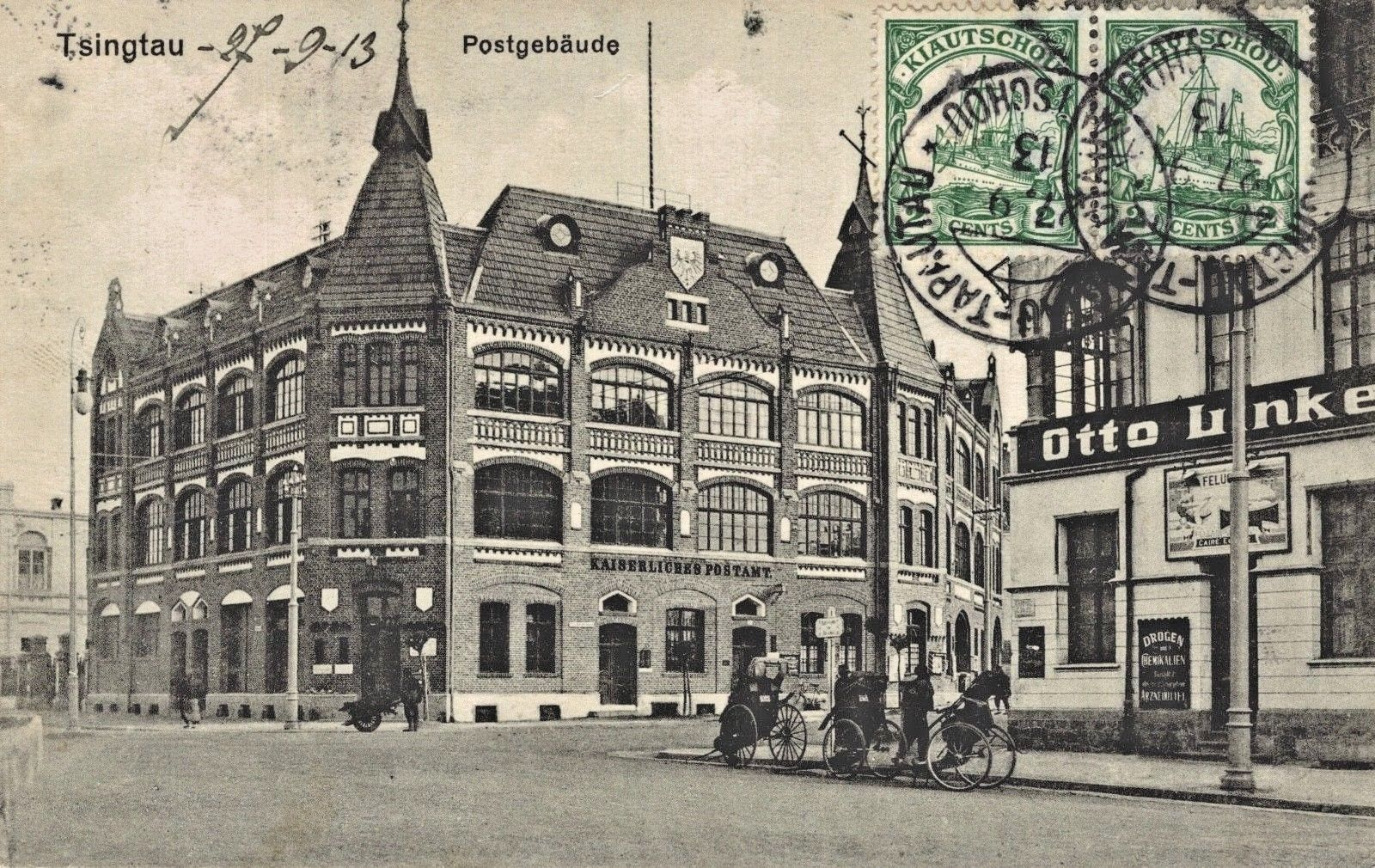
胶澳皇家邮政局大楼明信片，右上角为两枚2分胶澳邮票，盖青岛大鲍岛邮戳，1913年9月27日寄出

1900年6月1日，临时邮政代办处升格为邮政局，胶澳租借地内及边界外50公里内的所有德国邮政局所均归其管辖。邮政局的旧平房当时已为危房，邮政局遂与罗达利洋行（Kiautschau-Gesellschaft mbH.）商定建造邮局大楼。邮局大楼选址于海因里希亲王街（Prinz-Heinrich-Straße，今广西路）、阿尔贝特街（Albertstraße，今安徽路）与提尔皮茨街（Tirpitzstraße，今莒县路）路口，由广包公司（F. H. Schmidt）承建，1901年5月16日建成开始营业。邮政营业厅设于大楼一层，二、三层为职员宿舍。邮局以每年2万马克的价格从罗达利洋行租用该楼。1910年11月22日，邮局以25万马克将该楼连同2,563平方米的地块一并买下。
皇家邮局的业务主要包括接收、投递平信和挂号信，接收报纸订阅，接收和支出邮政汇款，代收信函、保价信及包裹，以及电报、电话服务。青岛与德国本土的邮政联系主要通过中转上海的邮政船航线，1903年10月1日曾开辟经西伯利亚与德国本土连接的陆上邮路，但不久便因日俄战争而中断。1901年4月，胶澳皇家邮局开始自行发行邮票，图案为霍亨索伦号皇家游船，以马克、芬尼为面值单位，不同面值颜色不同。1902年2月1日，邮局宣布邮票面值改以中国货币单位元、分计算，德国货币单位折半换算为中国货币单位。1905年10月1日，皇家邮局第二次发行胶澳邮票，面值单位改用元、分，沿用原图案。胶澳邮票除租借地内使用外，在胶济铁路沿线的胶州、潍县、济南等地亦可使用，1914年停用。

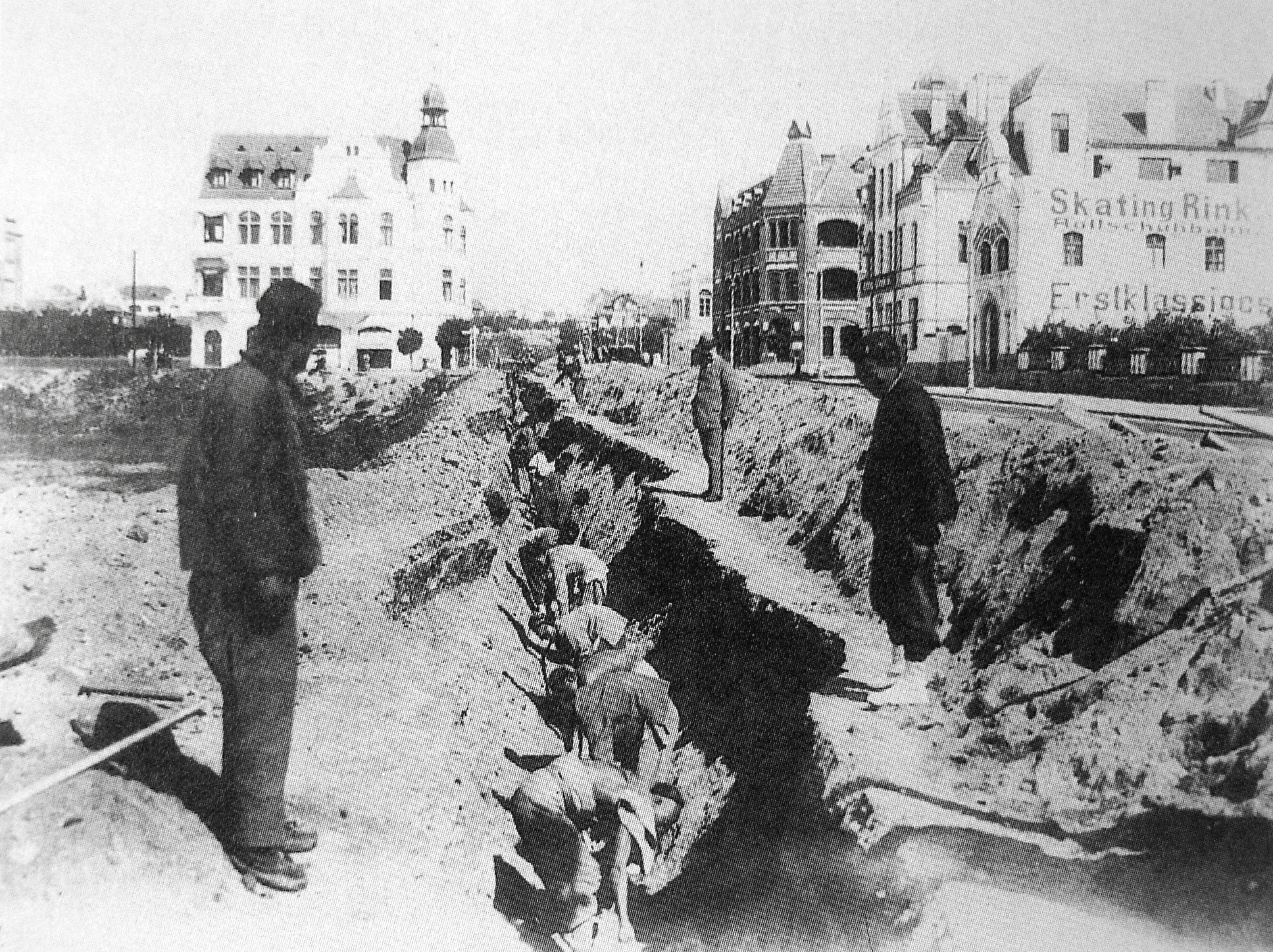
邮局南侧的电缆铺设工程，约1900年代

德国占领青岛前，青岛原有清军章高元部铺设的通往济南的电报线。1900年，为摆脱对仍由中国电报局运营的青岛至济南电报线路的依赖，胶澳皇家邮局耗资3,122,165元馬克铺设了总长646海里的青岛至烟台、青岛至吴淞口海底电报线。市内电话业务始于1899年6月1日，设有一个公用电话交换台，当年6月底已接通26个电话用户，另设有总督府专用电话设施，含19部电话机。1900年，邮局平均每天接转通话231次。至1909年10月，电话用户数量已增至146户，总督府专用电话87部，邮局每工作日平均接转通话1,314次。
随着胶济铁路的建设，皇家邮局陆续在铁路沿线的胶州、高密、潍县、青州、周村、济南等地开设分局，但遭到清政府抗议。而租借地内大清邮政下属的胶州邮界（由胶海关代管，1911年改隶邮传部）仍与德国皇家邮局并存，德国方面也一度试图排挤中国邮政机构。1905年，双方签订《中德邮政局议订互寄邮件暂行章程》，议定中方认可济南德国邮局作为交换邮件场所，潍县德国邮局另议，暂时认可，其余分支机构一律撤销，德方认可青岛已设立的中国邮局。1906年，胶州、青州、周村等地德国邮局分支机构陆续关闭。
1912年，胶澳皇家邮局在租借地内下设10个邮局，其中8个有电报业务，2个有电话业务，邮局拥有35千米的陆上电话线与1160千米的水下电缆。1914年，邮局有德国高级、中级邮政公务员9人，初级公务员2人，华人中级雇员15人，华人普通雇员25人。

### 1914年后的邮政局大楼

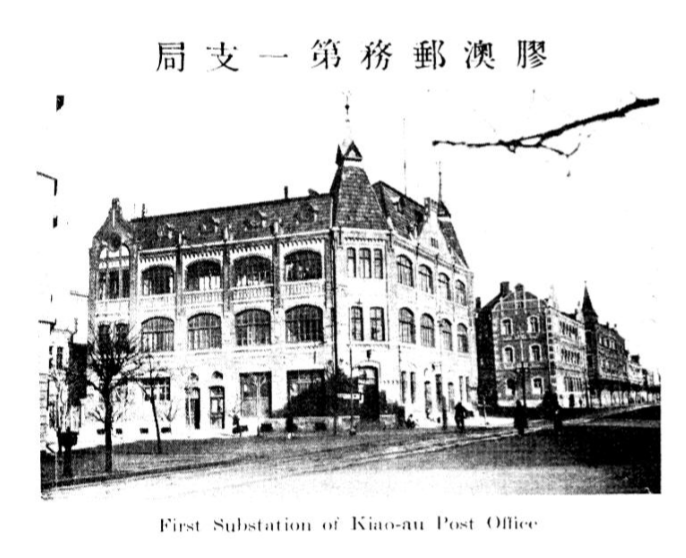
胶澳邮务第一支局

1914年8月，青岛战役爆发。9月初日军在龙口登陆前，邮局已事先将重要技术资料、设备及一批邮票运往上海和济南。德奥守军投降前不久的11月5日，胶澳皇家邮局停止邮电业务，将剩余的邮票、邮戳章、两台发报机及德国邮政旗帜全部销毁。11月16日，日军接收邮局，改设野战邮便局。原胶澳皇家邮局的德国职员中未参与战斗者于12月离开青岛，其余作为战俘处理。
1917年9月（一说1918年11月），日军野战邮便局改组为青岛邮便局，由日本陆军青岛守备军民政部递信部管辖，总局仍设于胶澳皇家邮局旧址。1920年1月，青岛邮便局迁至所泽町（今堂邑路）青岛邮便局新楼，原址改为青岛邮便局佐贺町局。1922年12月北洋政府收回青岛主权后，经赎买接收青岛邮政设施，青岛一等邮局（又称胶澳商埠邮务总局，前身为清末胶州邮界）代替青岛邮便局成为青岛地区邮政管理机构，广西路胶澳皇家邮局旧址改为其下属的胶澳邮务第一支局。
1924年10月，胶澳中华电报局自山东路（今中山路）迁至该楼东翼，邮务支局位于西翼一楼。1929年7月国民政府接收电报局后改名交通部青岛电报局。1935年6月，青岛无线电总台并入电报局，无线电收讯台迁入该楼三楼。1938年1月日军再次占领青岛，控制了青岛电报局、电话局，而邮局因由英国人主持而未受日本人全面控制，直至1941年太平洋战争爆发、英美侨民被逮捕。1938年4月，青岛电报局、电话局划归华北电政总局，同年8月改为华北电信电话股份有限公司（简称“华北电电”）青岛电报电话总局。1945年4月改称青岛通信局，抗战结束后的同年12月由国民政府交通部接收，改为青岛电信局。

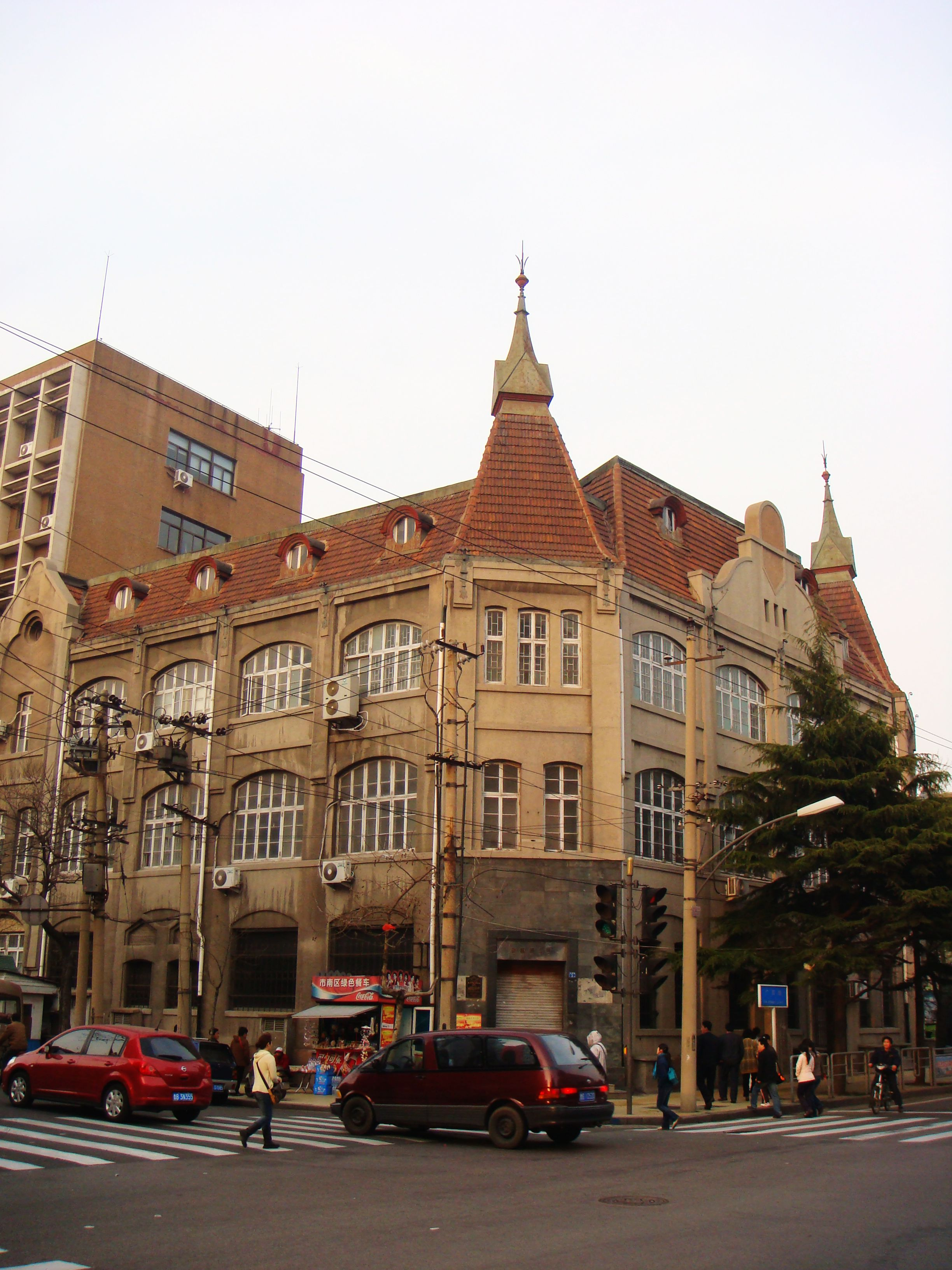
皇家邮局旧址修缮前的状态，2007年

1949年6月2日，中国人民解放军青岛市军事管制委员会邮电部接管青岛一等邮局、青岛电信局、邮政储金汇业局青岛分局，并于8月将储汇局并入邮局，1951年8月1日将邮局与电信局合并为青岛邮电局，1955年12月1日改为山东省青岛市邮电局。1962年8月30日，青岛市邮电局管理部门自堂邑路青岛邮便局旧址迁至胶澳皇家邮局旧址，该楼此后长期为青岛市邮电局办公营业大楼。1982年，该楼后侧的青岛市邮电局办公楼建成后，邮政、电话营业厅迁入新楼，电报营业厅仍设于该楼内。1994年，楼内开设青岛市邮电局数据通信营业厅及数据通信演示厅。
1998年邮电体制改革期间，青岛市邮电局拆分为邮政局与电信局，该楼划归青岛市电信局。2000年，该楼列入第一批青岛市历史优秀建筑。2001年2月8日，青岛市电信局重组为山东省电信公司青岛市分公司，2002年9月改称中国网通集团山东省通信公司青岛市分公司（简称青岛市通信公司、青岛网通），2004年11月16日更名为中国网通集团有限公司青岛市分公司。胶澳皇家邮局旧址在此期间曾为中国网通青岛分公司客户服务中心所使用。2008年，中国网通与中国联通合并为中国联合网络通信有限公司（仍简称中国联通），胶澳皇家邮局旧址产权由中国联通青岛市分公司继承。

### 青岛邮电博物馆

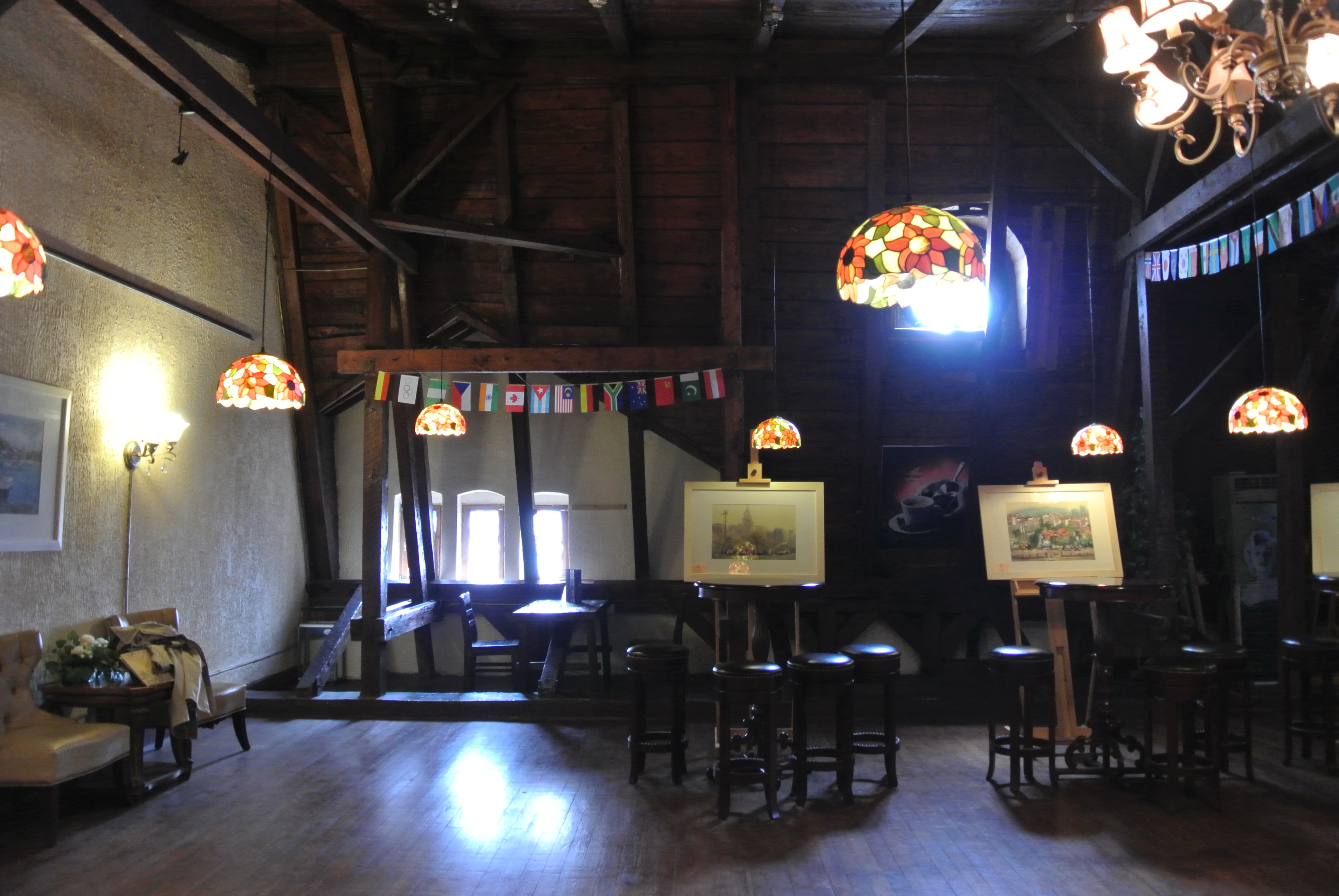
胶澳皇家邮局旧址阁楼，2015年

2009年，中国联通青岛分公司出资近千万元对该楼进行修缮，6月8日对外公示修缮方案，工程历经4个多月，同年10月基本完工。联通青岛分公司计划在此设立VIP营业厅，并考虑开设小型历史文物陈列厅。此次修缮仿照原貌恢复了已消失的细节装饰。同年7月27日，该建筑列入第一批市南区文物保护单位名单。
修缮完毕后，联通青岛分公司在此设立展现青岛十九世纪末至今邮电通信发展历程的青岛邮电博物馆，2010年11月21日正式对外开放。2013年1月，邮电博物馆闭馆，据联通工作人员称闭馆原因在于该公司属上市公司，根据规定不得经营与主业无关的业务。经调整后又于2014年5月18日重新开馆。2018年2月，该建筑列入第十批青岛市文物保护单位。2022年1月14日，该建筑列入第六批山东省文物保护单位。
现该建筑一层部分区域及二层为青岛邮电博物馆，三层为青岛市邮政管理局办公区，一层东侧及阁楼（四层）为青岛日报报业集团旗下的良友书坊所使用。

## 建筑特色
胶澳皇家邮政局旧址位于安徽路、广西路、莒县路交界口，面临三条街道。建筑面积1491.6平方米，砖木结构，地上三层，地下一层，附设阁楼。立面沿街展开，呈非对称布局，花岗岩砌墙基，外墙大部分为红砖清水墙，粉线勾边，拱券周围等局部为浅色清水粉墙，二、三层为连拱敞廊（后来被封闭为拱窗）。建筑临两个道路交叉口的转角处建有尖顶塔楼，两塔楼之间的檐口起曲线山墙，东西两端各起一座小山墙以强调建筑两翼。屋顶高陡，临街一面坡度较大，铺设红瓦，设圆形老虎窗，屋顶背街面较平缓，以铁皮覆盖。

## 图集
- 1900年代初的广西路安徽路路口，左侧为建成之初的皇家邮局，右侧为博德维希商业大楼，远处可见祥福洋行公寓
- 皇家邮局东南侧，1910年代，敞廊已全部封闭
- 广西路莒县路路口民国时期上色明信片，右侧为皇家邮局旧址
- 皇家邮局旧址东南侧，2016年